# مونولوفوسور

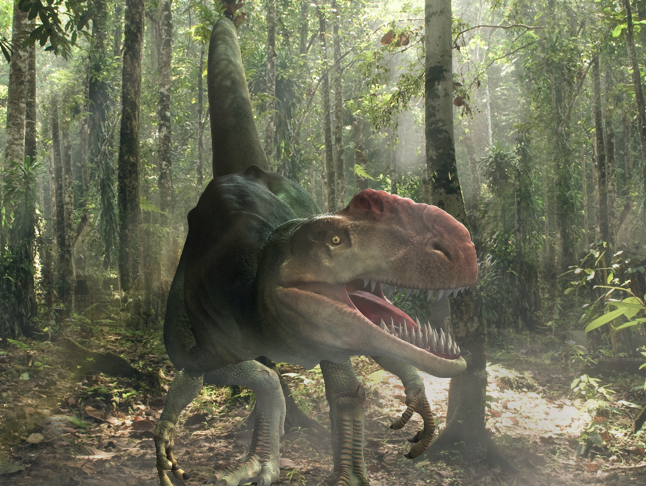
تصویرسازی دیجیتالی از مونولوفوسور جیانجی

مونولوفوسور (نام علمی: Monolophosaurus) یک سرده از دایناسورهای ددپا گوشت‌خوار متعلق به کلاد سخت‌دنبان است که در دور ژوراسیک میانه در آسیا می‌زیسته و سنگوارههای آن در استان سین‌کیانگ چین کشف‌شده‌اند. از این سرده تنها یک گونه با نام مونولوفوسور جیانجی شناخته شده‌است. مونولوفوسور با حدود ۵٫۵ متر طول و ۴۷۵ کیلوگرم وزن یک تروپود با اندازه متوسط محسوب می‌شود. معنی نام این جانور مارمولک‌تک‌تاج است و دلیل این نام وجود یک کاکل بزرگ استخوانی در بالای سر آن است.